# Inguscezia
La Repubblica d'Inguscezia (meno comunemente Inguscetia; in russo Республика Ингушетия?, Respublika Ingušetija; in inguscio ГIалгIай Мохк?, Ğalğaj Moq) è una repubblica della Federazione Russa abitata dagli ingusci.

## Geografia fisica
L'Inguscezia si trova sulle pendici settentrionali del Caucaso.
- Area: ca. 4 000 km².
- Confini:
  - interni: Ossezia Settentrionale-Alania (SO/O/NO/N), Cecenia (NE/E/SE).
  - internazionali: Georgia (S)
- Punto più elevato: Monte Šan (4 451 m).

### Fuso orario
L'Inguscezia si trova nel fuso orario di Mosca (MSK/MSD). UTC +03:00 (MSK)/+04:00 (MSD).

### Fiumi
I fiumi principali comprendono:
- Assa
- Sunža
- Terek

### Città
- Magas (12 500)
- Karabulak (34 000)
- Malgobek (43 400)
- Nazran' (130 200)
- Sunža (62 500)

### Montagne
Una parte della Catena del Caucaso, lunga 150 km, attraversa il territorio della repubblica.

### Risorse naturali
L'Inguscezia è ricca di riserve di petrolio e gas naturale.

### Clima
Il clima dell'Inguscezia è prevalentemente continentale.
- Temperatura media in gennaio: -7 °C
- Temperatura media in luglio: +22 °C
- Precipitazioni medie annue: 1 200 mm

## Geografia antropica

### Suddivisioni amministrative
La divisione amministrativa di secondo livello della Repubblica dell'Inguscezia comprende quattro rajon (distretti) e quattro città sotto la giurisdizione dell''oblast'.

#### Rajon
La Repubblica dell'Inguscezia comprende quattro rajon (fra parentesi il capoluogo; sono indicati con un asterisco i capoluoghi non direttamente dipendenti dal rajon ma posti sotto la giurisdizione dell''oblast''):
- Džejrachskij (Džejrach)
- Malgobekskij (Malgobek*)
- Nazranovskij (Nazran'*)
- Sunženskij (Sunža)

#### Città
I centri urbani della Repubblica dell'Inguscezia con status di città sono quattro, tutte poste sotto la giurisdizione della Repubblica, e che pertanto costituiscono una divisione amministrativa di secondo livello:
- Karabulak
- Magas
- Malgobek
- Nazran'

#### Insediamenti di tipo urbano
Nella Repubblica dell'Inguscezia non si trova alcun centro urbano con status di insediamento di tipo urbano.

## Società

### Evoluzione demografica
Gli Ingusci sono strettamente imparentati con i Ceceni e parlano una lingua appartenente allo stesso ceppo, appartenente alla famiglia linguistica delle lingue caucasiche nord-occidentali. Con 361.057 persone al censimento del 2002, costituiscono il 77% della popolazione della repubblica, seguiti da Ceceni (95.403 o 20,4%), Russi etnici (5.559 o 1,19%), Turchi (903 o 0,2%) e altri. In tutto, nella repubblica sono presenti 78 differenti gruppi etnici.
- Popolazione: 467.294 (2002)
  - Urbana: 198.496 (42,5%)
  - Rurale: 268.798 (57,5%)
  - Maschi: 218.194 (46,7%)
  - Femmine: 249.100 (53,3%)
- Femmine per 1000 maschi: 1.142
- Età media: 22,2 anni
  - Urbana: 22,4 anni
  - Rurale: 22,1 anni
  - Maschi: 21,4 anni
  - Femmine: 22,9 anni
- Numero di nuclei familiari: 64.887 (con 463.532 persone)
  - Urbani: 28.751 (con 197.112 persone)
  - Rurali: 36.136 (con 266.420 persone)

### Religione
La maggioranza degli Ingusci è costituita da musulmani di orientamento sunnita.

## Storia

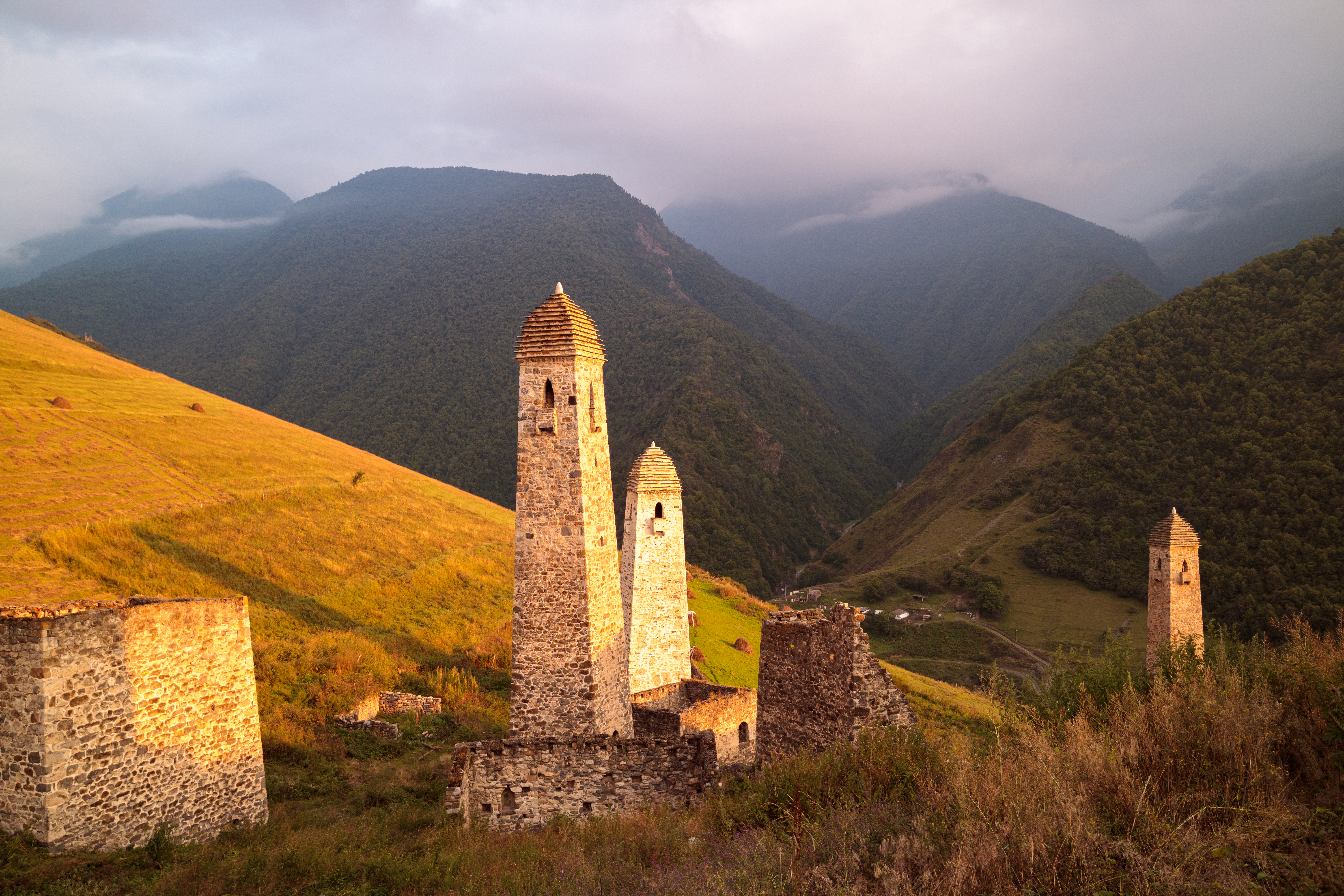
Torri di difesa del XVI secolo a Ėrzi.

L'Inguscezia fa parte della Russia fin dal 1810. Dal 1921 al 1924 fece parte della Repubblica Sovietica delle Montagne fondata nel Caucaso. L'Oblast' Autonoma Inguscia venne fondato nel 1924. Dal 1934 al 1992 venne unita alla vicina Cecenia, nella Repubblica Socialista Sovietica Autonoma Ceceno-Inguscia, ad eccezione di un breve periodo nel corso della seconda guerra mondiale, quando Stalin accusò gli Ingusci di collaborare con i tedeschi e deportò l'intera popolazione nell'Asia Centrale. Il loro territorio autonomo venne dissolto, e il Distretto di Prigorodny venne trasferito alla confinante Ossezia Settentrionale. Gli Ingusci vennero riabilitati negli anni 1950 e poterono fare ritorno a casa, ma il Distretto di Prigorodny rimase parte dell'Ossezia Settentrionale, e gli Ingusci dovettero affrontare la notevole animosità degli Osseti che si erano insediati nel territorio.
La tensione esplose dopo il collasso dell'Unione Sovietica. Il Caucaso settentrionale fu teatro delle prime gravi violenze interetniche che piagano la Federazione Russa. Alla fine di ottobre del 1992, decine di migliaia di Ingusci vennero costretti a lasciare le loro case nel Distretto di Prigorodny. Il problema di questi rifugiati è da allora uno dei principali per il governo dell'Inguscezia, già confrontato con una disoccupazione crescente (fino al 50%), una crisi ecologica in peggioramento, un'alta concentrazione di truppe russe qui stazionate per via del conflitto con la vicina Cecenia, e il flusso di rifugiati ceceni provocato da tale conflitto. Anche se alcuni accordi sono stati raggiunti con l'Ossezia Settentrionale riguardo ai rifugiati Ingusci, la questione non è ancora prossima ad una conclusione.
La capitale venne spostata da Nazran' a Magas nel dicembre del 2002. Nel giugno 2004, circa 570 militanti ceceni hanno invaso la repubblica ed attaccato la città di Nazran', uccidendo più di 90 persone. La Russia ha incolpato il signore della guerra ceceno Šamil' Basaev per l'organizzazione dell'attacco.
Nel 2009 una serie di attentati terroristici ha colpito le più alte cariche della repubblica: il 10 giugno è stata uccisa Aza Gazgireeva, vice presidente della Corte suprema; il 13 giugno è stato ucciso l'ex vicepremier Bašir Ausgev; il 22 giugno il presidente della repubblica Junus-Bek Jevkurov è rimasto ferito in un attentato, mentre tre suoi agenti sono deceduti, il 12 agosto il ministro dell'edilizia, Ruslan Amerkhanov, è stato ucciso nel suo ufficio nella città di Magas ed un suo collaboratore è stato ferito gravemente.

## Politica
Il capo del governo in Inguscezia è il capo della Repubblica. Dall'ottobre 2008 tale carica è ricoperta da Junus-bek Bamatgireevič Evkurov.

## Economia
Ricca di risorse naturali,in particolare petrolio e gas naturale, l'Inguscezia è stata dichiarata zona di libero scambio per incoraggiare gli investimenti. Il governo locale sta considerando lo sviluppo del turismo, ma ciò è problematico a causa della tesa situazione politica della regione.

## Varie
L'Inguscezia è membro dell'Organizzazione delle nazioni e dei popoli non rappresentati.